# Sankt Eriks kyrka
S:t Eriks kyrka är en kyrkobyggnad i Sollentuna kommun Den tillhör Sollentuna församling i Stockholms stift.

## Historik
Kyrkan invigdes 1930 och skulle egentligen heta Turebergs kyrka (ett namn som kom att användas för en ny kyrkobyggnad som 2010 uppfördes inom samma distrikt), vilket också syns av en graverad platta i södra kyrkväggen. Men när dåvarande ärkebiskopen Nathan Söderblom kom resande från Uppsala (vars stift Sollentuna då hörde till) kom han på att namnet borde vara S:t Erik, men ingen visste detta förrän han uttalade invigningsorden.
Kyrkan började byggas 1927 och i mycket som ett talkoarbete trots protester från hantverkare. Arkitekt var Evert Milles, halvbroder till Carl Milles. Bland bemärkta personer som drev frågan om att bygga en annexkyrka i Tureberg var godsägaren på Edsberg Reinhold Rudbeck, och den legendariske skolmannen Nils Göransson. Tornet invigdes 1937, och då fanns ett litet församlingsutrymme mellan kyrkolokalen och tornet, avskilt från kyrkorummet av ett draperi. Vid senare ombyggnader har en lite större utrymme inretts i den tidigare torpargrunden under koret.
Sedan 1975 har planer på en utbyggnad med separata församlingslokaler varit på tal, och förslagen har vandrat runt kyrkan några varv. År 2008 fanns ett godkänt arkitektförslag för en utbyggnad på terrassen öster om tornet, men utbyggnaden blev åter uppskjuten till förmån för andra ekonomiska åtaganden. Denna gång dirigerades pengarna om till ett projekt att uppföra en helt ny kyrka i anslutning till Sollentuna Centrum, och den 5 december 2010 invigdes denna under namnet Turebergskyrkan.

## Orgel
- 1930 bygger Åkerman & Lund, Sundbybergs stad en orgel med 12 stämmor, två manualer och pedal.
- 1952 bygger Hans Schuster, Stockholm en orgel med 22 stämmor, två manualer och pedal.
- Den nuvarande orgeln är byggd 1967 av Frederiksborgs Orgelbyggeri, Hilleröd, Danmark och är mekanisk.

| Ryggpositiv I  | Huvudverk II   | Bröstverk III | Pedal      | Koppel |
| Trägedakt 8'   | Rörflöjt 8'    | Gedakt 8'     | Subbas 16' | I/P    |
| Spetsgedakt 4' | Principal 4'   | Spetsgamba 8' | Gedakt 8'  | II/P   |
| Kvintadena 2'  | Waldflöjt 2'   | Koppeflöjt 4' | Pommer 4'  | III/P  |
| Cymbel II      | Sesquialtera I | Principal 2'  | Fagott 16' | I/II   |
| Dulcian 16'    | Mixtur III-IV  | Sivflöjt 1'   |            | III/II |
|                |                | Vox humana 8' |            |        |

### Kororgel
- Kororgeln är byggd av Åkerman & Lund, Knivsta och är mekanisk.

| Manual        | Pedal   | Koppel |  |
| Gedackt 8’    | Bihängd |        |  |
| Rörflöjt 4’   |         |        |  |
| Principal 2’  |         |        |  |
| Kvinta 1 1⁄3’ |         |        |  |